# Joan Elias i Llobet
Joan Elias i Llobet (Sant Martí de Provençals, Barcelona, 1882 - Milà, 1920) fou un tenor català.
El seu primer escenari va ser l’Ateneu Obrer Martinenc, on el 1911 va debutar interpretant Carmen de Bizet. Ben aviat es va fer un nom als principals teatres de Barcelona i València, destacant al Teatre Principal de València, el Tívoli i el Liceu. A partir del 1917, la seva trajectòria internacional es va consolidar amb aclamades actuacions a l’Opéra de París amb Aida i a Trieste amb Otello.
La seva carrera el va portar també a l’Amèrica del Sud, així com al Royal de Gibraltar el 1918. A més, va tenir un paper destacat en la difusió de l’òpera La fanciulla del West de Puccini per diverses ciutats del nord d’Itàlia.
Va morir prematurament a Milà amb només 38 anys, quan es trobava en el cim de la seva carrera. El seu germà, Jaume Elias i Llobet (1891-1968), també es va dedicar al cant líric com a tenor.